# Uncinia riparia
Uncinia riparia är en halvgräsart som beskrevs av Robert Brown. Uncinia riparia ingår i släktet Uncinia och familjen halvgräs. Inga underarter finns listade i Catalogue of Life.